# 阿斯伯里 (戴爾縣)
阿斯伯里（英語：Asbury）是一個位於美國阿拉巴馬州戴爾縣的非建制地區。該地的面積和人口皆未知。

## 地理
阿斯伯里的座標為31°30′43″N 85°30′55″W / 31.51194°N 85.51527°W，而該地最高點為海拔高度130米（即420英尺）。